# یلقن تپه
یلقن تپه مربوط به دوران‌های تاریخی پس از اسلام است و در شهرستان ترکمن، بخش گمیشان، روستای کریم ایشان واقع شده و این اثر در تاریخ ۱۰ خرداد ۱۳۸۲ با شمارهٔ ثبت ۸۸۷۴ به‌عنوان یکی از آثار ملی ایران به ثبت رسیده است.